# Thomas Röhler
Thomas Röhler (Jena, 30 de setembro de 1991) é um atleta e campeão olímpico alemão do lançamento de dardo.
Campeão nacional alemão em 2012, 2013 e 2015, até 2016 Rohler não tinha ainda qualquer feito internacional digno de registro nem medalhas em campeonatos globais ou europeus. Desde a adolescência disputando campeonatos europeus e mundiais júniors ou sub-23, nunca tinha conquistado uma medalha. Seus melhores resultados eram um terceiro lugar no Meeting de Oslo, no Estádio Bislett, na Noruega, pela Diamond League de 2013 e no Meeting Areva em Paris e uma vitória no Grand Prix de Glasgow, com um lançamento de 86,99 m, as duas últimas em 2014.
Em 2016, porém, conseguiu um lançamento de 91,28 m no Paavo Nurmi Games na Finlândia em junho e dois meses depois conquistou a medalha de ouro olímpica na Rio 2016, lançando o dardo a 90,30 m, apenas 27 cm abaixo do recorde olímpico, derrotando o campeão mundial de Pequim 2015 Julius Yego – que se machucou após seu segundo lançamento e deixou a pista do Estádio Olímpico em cadeira de rodas – e o campeão olímpico de Londres 2012 Keshorn Walcott.
Em maio de 2017, lançou o dardo a 93,90m durante a disputa da primeira etapa da Diamond League em Doha, no Qatar, recorde alemão, recorde da DL e a sexta melhor marca da história, tornando-se o segundo melhor de todos os tempos atrás apenas do tcheco Jan Zelezny, que tem as cinco primeiras.